# 三浦市

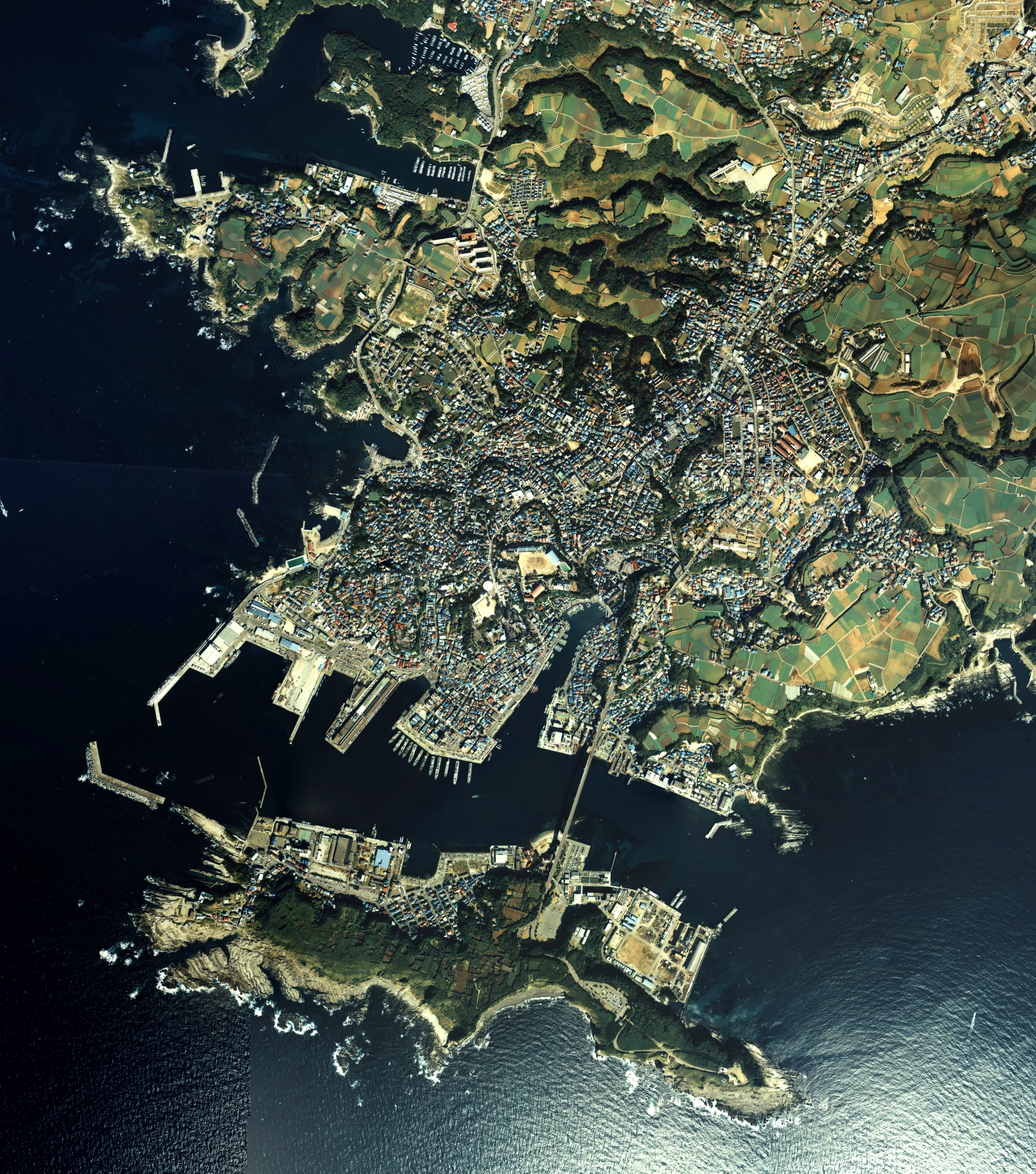
三浦市中心部周辺の空中写真。下は城ヶ島。
1988年撮影の6枚を合成作成。。

三浦市（みうらし）は、神奈川県南東部、三浦半島最南端に位置する市。マグロの水揚げで有名な三崎漁港や農業などで知られる。

## 地理
三浦半島の最南端に位置する。三方を海に囲まれ、西岸は相模湾、東岸は浦賀水道（東京湾）、南岸は太平洋に面し、南端部には城ヶ島が浮かぶ。北部は、横須賀市のみと接しており、市境は河川など地形的に区切られたものではない。

### 地形
市内は三浦丘陵が広がり、そのため市内全域で坂が多い。市域の大部分は標高40-60mの台地で、その間に小さな谷戸が入り組んでいる。平地は少ないが標高の高い山は無く、最高峰は神奈川県最低峰でもある岩堂山となっている。起伏に富み、水田に適した低地が少ない。そのため、台地上には野菜畑がつくられ、低地の多くは住宅地として利用されている。大きな河川が少ないこともあり、水田は約3%と少ない。
三浦市付近の地盤は地殻変動により隆起を続けている。三崎町内陸にある「諸磯の隆起海岸」は第三紀凝灰岩の崖にある穿孔貝が作った穴が残る遺跡で、国の天然記念物に指定されている。平安時代、江戸時代、大正時代の大地震により地層のずれが4段に分かれており、古い地層を観察することができる。また、三浦半島断層群が存在しており大地震の発生が危惧されている。
海岸は岩場が多く砂浜は比較的少ないが、北東部の金田湾沿岸には三浦海岸と呼ばれる浜が続き、西部にも三戸海岸など小規模な砂浜が見られる。城ヶ島や、東部の金田漁港から東端の剱崎、南端の三崎漁港を経て西部の小網代湾に至るまでの海岸線には離水海岸に特有の海食崖や海岸段丘が多く見られる。
西部の小網代湾には干潟が残り、湾に注ぐ小川とその背景にある雑木林（休耕田跡）を合わせ一体的な自然環境を今に留めている。そのため、これらを「小網代の森」として保護しようというナショナルトラスト運動が起きている。

### 気候
| 三浦市（1991年 - 2020年）の気候                | 三浦市（1991年 - 2020年）の気候 | 三浦市（1991年 - 2020年）の気候 | 三浦市（1991年 - 2020年）の気候 | 三浦市（1991年 - 2020年）の気候 | 三浦市（1991年 - 2020年）の気候 | 三浦市（1991年 - 2020年）の気候 | 三浦市（1991年 - 2020年）の気候 | 三浦市（1991年 - 2020年）の気候 | 三浦市（1991年 - 2020年）の気候 | 三浦市（1991年 - 2020年）の気候 | 三浦市（1991年 - 2020年）の気候 | 三浦市（1991年 - 2020年）の気候 | 三浦市（1991年 - 2020年）の気候 |
| 月                                             | 1月                             | 2月                             | 3月                             | 4月                             | 5月                             | 6月                             | 7月                             | 8月                             | 9月                             | 10月                            | 11月                            | 12月                            | 年                              |
| ---------------------------------------------- | ------------------------------- | ------------------------------- | ------------------------------- | ------------------------------- | ------------------------------- | ------------------------------- | ------------------------------- | ------------------------------- | ------------------------------- | ------------------------------- | ------------------------------- | ------------------------------- | ------------------------------- |
| 最高気温記録 °C （°F）                         | 18.7 (65.7)                     | 21.8 (71.2)                     | 24.3 (75.7)                     | 26.5 (79.7)                     | 29.6 (85.3)                     | 32.8 (91)                       | 36.4 (97.5)                     | 36.3 (97.3)                     | 35.9 (96.6)                     | 30.0 (86)                       | 25.0 (77)                       | 23.1 (73.6)                     | 36.4 (97.5)                     |
| 平均最高気温 °C （°F）                         | 10.6 (51.1)                     | 11.2 (52.2)                     | 14.0 (57.2)                     | 18.5 (65.3)                     | 22.4 (72.3)                     | 24.9 (76.8)                     | 28.5 (83.3)                     | 30.6 (87.1)                     | 27.4 (81.3)                     | 22.2 (72)                       | 17.4 (63.3)                     | 13.0 (55.4)                     | 20.1 (68.2)                     |
| 日平均気温 °C （°F）                           | 6.6 (43.9)                      | 7.0 (44.6)                      | 9.9 (49.8)                      | 14.3 (57.7)                     | 18.4 (65.1)                     | 21.3 (70.3)                     | 24.8 (76.6)                     | 26.5 (79.7)                     | 23.6 (74.5)                     | 18.5 (65.3)                     | 13.7 (56.7)                     | 9.1 (48.4)                      | 16.1 (61)                       |
| 平均最低気温 °C （°F）                         | 2.7 (36.9)                      | 3.0 (37.4)                      | 5.8 (42.4)                      | 10.4 (50.7)                     | 14.9 (58.8)                     | 18.5 (65.3)                     | 22.2 (72)                       | 23.8 (74.8)                     | 20.7 (69.3)                     | 15.4 (59.7)                     | 10.2 (50.4)                     | 5.3 (41.5)                      | 12.8 (55)                       |
| 最低気温記録 °C （°F）                         | −3.8 (25.2)                     | −3.6 (25.5)                     | −1.8 (28.8)                     | −0.2 (31.6)                     | 7.2 (45)                        | 11.8 (53.2)                     | 14.8 (58.6)                     | 17.1 (62.8)                     | 11.8 (53.2)                     | 6.2 (43.2)                      | 0.5 (32.9)                      | −1.7 (28.9)                     | −3.8 (25.2)                     |
| 降水量 mm （inch）                             | 61.3 (2.413)                    | 68.1 (2.681)                    | 129.0 (5.079)                   | 132.1 (5.201)                   | 139.4 (5.488)                   | 179.6 (7.071)                   | 166.4 (6.551)                   | 102.8 (4.047)                   | 205.5 (8.091)                   | 211.4 (8.323)                   | 110.5 (4.35)                    | 67.9 (2.673)                    | 1,573.9 (61.965)                |
| 平均降水日数 （≥1.0 mm）                       | 5.9                             | 6.4                             | 10.5                            | 10.5                            | 10.3                            | 11.4                            | 9.4                             | 6.5                             | 10.9                            | 11.0                            | 8.3                             | 6.3                             | 107.4                           |
| 平均月間日照時間                               | 192.4                           | 173.1                           | 178.4                           | 194.0                           | 197.2                           | 143.5                           | 184.5                           | 234.4                           | 161.5                           | 149.4                           | 158.8                           | 180.0                           | 2,147.3                         |
| 出典1：気象庁                                  |                                 |                                 |                                 |                                 |                                 |                                 |                                 |                                 |                                 |                                 |                                 |                                 |                                 |
| 出典2：観測史上1〜10位の値（年間を通じての値） |                                 |                                 |                                 |                                 |                                 |                                 |                                 |                                 |                                 |                                 |                                 |                                 |                                 |

### 人口
漁業と農業が産業の中心だったことから、就業や教育面で横須賀市や京浜地区への流出が著しく、昼間人口は少ない。また、居住人口は1996年を境に減少に転じ、現在4万人を下回っている。神奈川県内の市では唯一消滅可能性都市に分類された。神奈川県内では南足柄市に次いで2番目に人口の少ない市である。
| |                                        |  |
| 三浦市と全国の年齢別人口分布（2005年） | 三浦市の年齢・男女別人口分布（2005年） |  |
| ■紫色 ― 三浦市 ■緑色 ― 日本全国 | ■青色 ― 男性 ■赤色 ― 女性              |  |
| 三浦市（に相当する地域）の人口の推移 \| 1970年（昭和45年） \| 45,532人 \| \| \| 1975年（昭和50年） \| 47,888人 \| \| \| 1980年（昭和55年） \| 48,687人 \| \| \| 1985年（昭和60年） \| 50,471人 \| \| \| 1990年（平成2年） \| 52,440人 \| \| \| 1995年（平成7年） \| 54,152人 \| \| \| 2000年（平成12年） \| 52,253人 \| \| \| 2005年（平成17年） \| 49,861人 \| \| \| 2010年（平成22年） \| 48,352人 \| \| \| 2015年（平成27年） \| 45,289人 \| \| \| 2020年（令和2年） \| 42,069人 \| \| |                                        |  |
| 総務省統計局 国勢調査より |                                        |  |
| 1970年（昭和45年） | 45,532人                               |  |
| 1975年（昭和50年） | 47,888人                               |  |
| 1980年（昭和55年） | 48,687人                               |  |
| 1985年（昭和60年） | 50,471人                               |  |
| 1990年（平成2年） | 52,440人                               |  |
| 1995年（平成7年） | 54,152人                               |  |
| 2000年（平成12年） | 52,253人                               |  |
| 2005年（平成17年） | 49,861人                               |  |
| 2010年（平成22年） | 48,352人                               |  |
| 2015年（平成27年） | 45,289人                               |  |
| 2020年（令和2年） | 42,069人                               |  |

### 町名
三浦市では、一部の区域で住居表示に関する法律に基づく住居表示が実施されている。
| 町名           | 町名の読み                   | 設置年月日   | 住居表示実施年月日 | 住居表示実施直前の町名 | 備考 |
| -------------- | ---------------------------- | ------------ | ------------------ | --- | ---- |
| 三崎一〜五丁目 | みさき                       | 1965年4月1日 | 1965年4月1日       | 大字三崎町花暮、大字三崎町日ノ出、大字三崎町入舟、大字三崎町仲崎、大字三崎町海南、大字三崎町西野、大字三崎町宮城、大字三崎町西浜の各全部並びに大字三崎町六合の一部 |      |
| 城山町         | しろやまちょう               | 1964年6月1日 | 1964年6月1日       | 大字三崎町六合、大字三崎町日の出の各一部 |      |
| 東岡町         | ひがしおかちょう             | 1964年6月1日 | 1964年6月1日       | 大字三崎町六合、大字三崎町天神堂の各一部 |      |
| 白石町         | しらいしちょう               | 1964年6月1日 | 1964年6月1日       | 大字三崎町六合、大字三崎町西野、大字三崎町宮城の各一部 |      |
| 海外町         | かいとちょう                 | 1964年6月1日 | 1964年6月1日       | 大字三崎町六合、大字三崎町諸磯の各一部 |      |
| 尾上町         | おがみちょう                 | 1984年7月1日 | 1984年7月1日       | 大字三崎町諸磯、海外町の各一部 |      |
| 天神町         | てんじんちょう               | 1964年6月1日 | 1964年6月1日       | 大字三崎町六合、大字三崎町天神堂の各一部 |      |
| 栄町           | さかえちょう                 | 1964年6月1日 | 1964年6月1日       | 大字三崎町六合の一部 |      |
| 原町           | はらまち                     | 1964年6月1日 | 1964年6月1日       | 大字三崎町六合の一部 |      |
| 岬陽町         | こうようちょう               | 1964年6月1日 | 1964年6月1日       | 大字三崎町六合の一部 |      |
| 宮川町         | みやがわちょう               | 1964年6月1日 | 1964年6月1日       | 大字三崎町六合の一部 |      |
| 諏訪町         | すわちょう                   | 1964年6月1日 | 1964年6月1日       | 大字三崎町六合の一部 |      |
| 向ヶ崎町       | むこうがさきちょう           | 1964年6月1日 | 1964年6月1日       | 大字三崎町六合の一部 |      |
| 晴海町         | はるみちょう                 | 1964年6月1日 | 1964年6月1日       | 大字三崎町六合、大字三崎町通り矢の各一部 |      |
| 三崎町六合     | みさきまちむつあい           | 1955年1月1日 | 未実施             | |      |
| 三崎町諸磯     | みさきまちもろいそ           | 1955年1月1日 | 未実施             | |      |
| 三崎町小網代   | みさきまちこあじろ           | 1955年1月1日 | 未実施             | |      |
| 三崎町城ヶ島   | みさきまちじょうがしま       | 1955年1月1日 | 未実施             | |      |
| 南下浦町上宮田 | みなみしたうらまちかみみやだ | 1955年1月1日 | 未実施             | |      |
| 南下浦町菊名   | みなみしたうらまちきくな     | 1955年1月1日 | 未実施             | |      |
| 南下浦町金田   | みなみしたうらまちかねだ     | 1955年1月1日 | 未実施             | |      |
| 南下浦町松輪   | みなみしたうらまちまつわ     | 1955年1月1日 | 未実施             | |      |
| 南下浦町毘沙門 | みなみしたうらまちびしゃもん | 1955年1月1日 | 未実施             | |      |
| 初声町三戸     | はっせまちみと               | 1955年1月1日 | 未実施             | |      |
| 初声町下宮田   | はっせまちしもみやだ         | 1955年1月1日 | 未実施             | |      |
| 初声町入江     | はっせまちいりえ             | 1955年1月1日 | 未実施             | |      |
| 初声町高円坊   | はっせまちこうえんぼう       | 1955年1月1日 | 未実施             | |      |
| 初声町和田     | はっせまちわだ               | 1955年1月1日 | 未実施             | |      |

## 歴史
古くから人の居住があり、市内から縄文時代の諸磯貝塚や弥生時代の赤坂遺跡などの遺跡が発見されている。平安時代後期から鎌倉時代、室町時代、戦国時代初期まで三浦氏の支配のもとにあった。
天正18年（1590年）に徳川家康が関東へ入った際、三浦半島も家康の領地となり、すでに港として発展していた三崎は天領とされた。その後も漁港である三崎を中心に発展してきた。

### 年表
- 1870年（明治3年）：城ヶ島灯台が設置される。
- 1881年（明治14年）：ニュージーランドの石炭船「ウェリントン号」が三戸にて難破。
- 1889年（明治22年）4月1日：町村制施行により三浦郡三崎町、南下浦村、初声村が発足。
- 1901年（明治34年）：浦賀から三崎までの乗合馬車が開通。
- 1913年（大正2年）：三崎町に電灯がともる。
- 1934年（昭和9年）：三崎町に水道が開通。
- 1940年（昭和15年）4月1日：南下浦村が町制を施行。
- 1955年（昭和30年）1月1日：三浦郡三崎町、南下浦町、初声村（はっせむら）の2町1村が合併、市制施行。広域地名を採用し三浦市となる。当時の人口は約5万1000人。
- 1960年（昭和35年）4月16日：城ヶ島大橋が開通。
- 1966年（昭和41年）7月7日：京急久里浜線が三浦海岸駅まで開業。
- 1974年（昭和49年）4月23日：長野県須坂市と姉妹都市提携。
- 1975年（昭和50年）4月26日：京急久里浜線が三崎口駅まで延伸開業。
- 1976年（昭和51年）10月9日：集中豪雨により宮川、晴海、東岡町などで被害。家屋損壊2戸、床上浸水14戸、床下浸水約150戸[2]。
- 2009年（平成21年）9月：三崎の仲崎・花暮地域に伝わる小正月の伝統行事「チャッキラコ」がユネスコ世界無形文化遺産に登録される。

## 行政

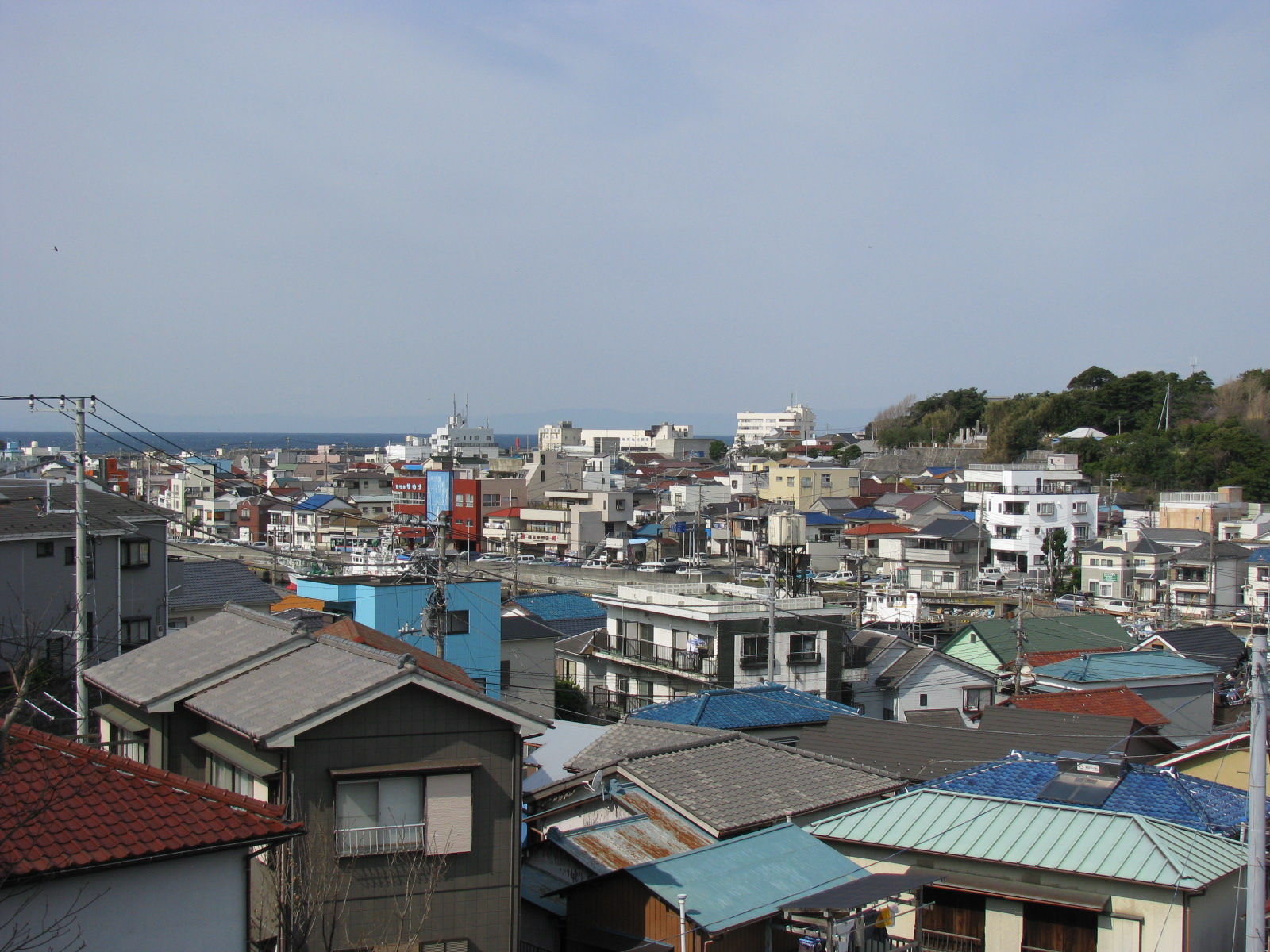
三崎の街並み

2001年（平成13年）度からスタートした「第4次三浦市総合計画（三浦ニュープラン21）」では、2025年（令和7年）の将来像を「人・まち・自然の鼓動を感じる都市 みうら」としている。

### 歴代市長
- 川崎喜太郎　- 1955年2月就任、1959年2月退任
- 矢島晴夫　-   1959年2月就任、1963年2月退任
- 三堀清治　-   1963年2月就任、1969年5月退任
- 木村昭　-  1969年6月29日就任、1977年6月28日退任
- 野上義一　- 1977年6月29日就任、1985年6月28日退任
- 久野隆作 - 1985年6月29日就任、2001年6月28日退任
- 小林一也 - 2001年6月29日就任、2005年6月28日退任
- 吉田英男 - 2005年6月29日就任、2025年6月28日退任
- 出口嘉一 - 2025年6月29日就任、現職

### 姉妹都市・提携都市
国内
- 姉妹都市
  - 須坂市（長野県）

国外
- 姉妹都市
  - ウォーナンブール市（オーストラリア）

## 教育

### 小学校
- 三浦市立旭小学校
- 三浦市立三崎小学校
- 三浦市立初声小学校
- 三浦市立上宮田小学校
- 三浦市立南下浦小学校
- 三浦市立岬陽小学校
- 三浦市立名向小学校

### 中学校
- 三浦市立初声中学校
- 三浦市立三崎中学校
- 三浦市立南下浦中学校

### 高等学校
- 神奈川県立三浦初声高等学校

### 専門学校
- 日本さかな専門学校

### 大学・短期大学
市内には存在しない。
大学関係施設
- 東京大学地震研究所油壷地殼変動観測所
- 東京大学大学院理学系研究科附属臨海実験所
- 法政大学三浦セミナーハウス

## 産業

### 農業

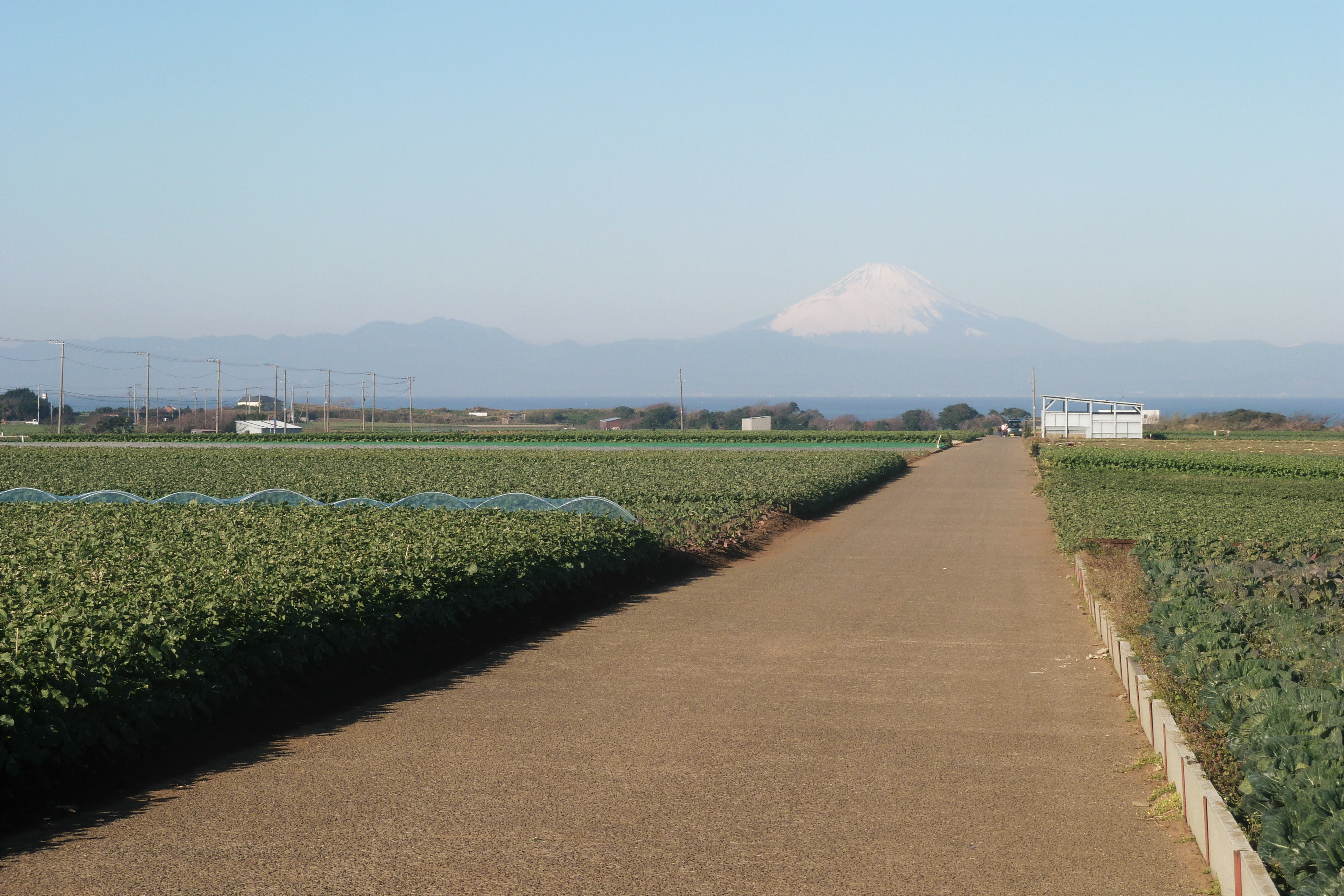
三浦市の田園風景

就業人口は2,172人（2010年現在）。水田は少なく、三浦ダイコンやスイカなど、畑作が中心である。主な作物の生産量はキャベツ39,100トン、ダイコン75,900トン、スイカ12,100トンなどとなっており、首都圏への野菜供給地となっている。

### 漁業
- 三崎漁港
  - 三崎水産物地方卸売市場（三崎魚市場）
- 間口漁港
- 金田漁港
- 毘沙門漁港
- 初声漁港

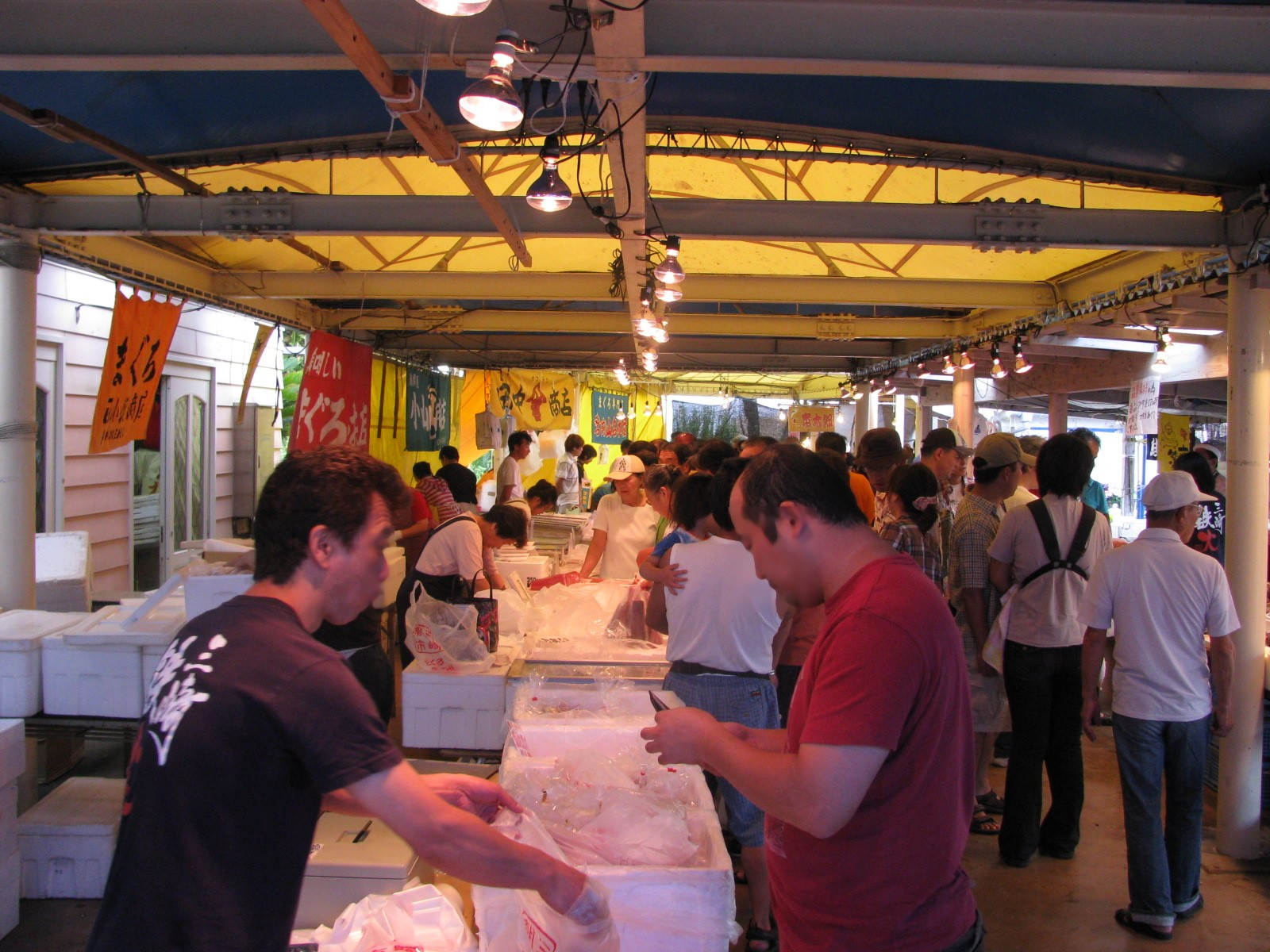
三崎の朝市

市内にある三崎漁港は遠洋漁業の拠点であり、日本有数のマグロ水揚げ港である。
市内の漁船数690隻、年間漁獲金額129億2994万円（2003年11月調査）となっており、漁船の約8割が三崎漁港に属する。就業人口は432名（2010年現在） であり、昭和40年代と比べて激減している。一方、三崎魚市場は取扱高50,742トン、取扱い金額408億720万円（2005年）と規模が大きく、三浦市の漁業は自ら漁を行う形態から市外の漁獲が集積する形態に移行してきている。
三浦市松輪で一本釣り漁で漁獲されるサバは松輪サバと呼ばれ、高級食材として扱われている。
市内にある神奈川県水産技術センターは、磯焼け対策として駆除されるウニを三浦市特産のキャベツ（規格外品）を与えて養殖し、「キャベツウニ」としてブランド化した。2021年現在、三浦市のほか、逗子市・小田原市・横須賀市などでも養殖されている。

### 商業
商店街
- 三崎地区
  - 三崎銀座通り商店会
  - 入船すずらん通り商友会
  - 日の出通り商友会
  - 西銀座通り商和会
  - 岬陽商店街
- 三浦海岸周辺地区
  - 三浦海岸商店街

郊外型店舗・スーパーマーケットチェーン
- Fuji　三崎店　以下テナント店舗
  - しまむら　三崎店[5]
  - ヘアースタジオ イワサキ 神奈川三崎店
  - Seria　三崎店[6]
- 京急ストア
  - 三浦海岸店
  - 三浦海岸駅前店(旧　ヨコサン店舗)
  - 三崎東岡店(旧　ヨコサン店舗)
- カインズホーム三浦店

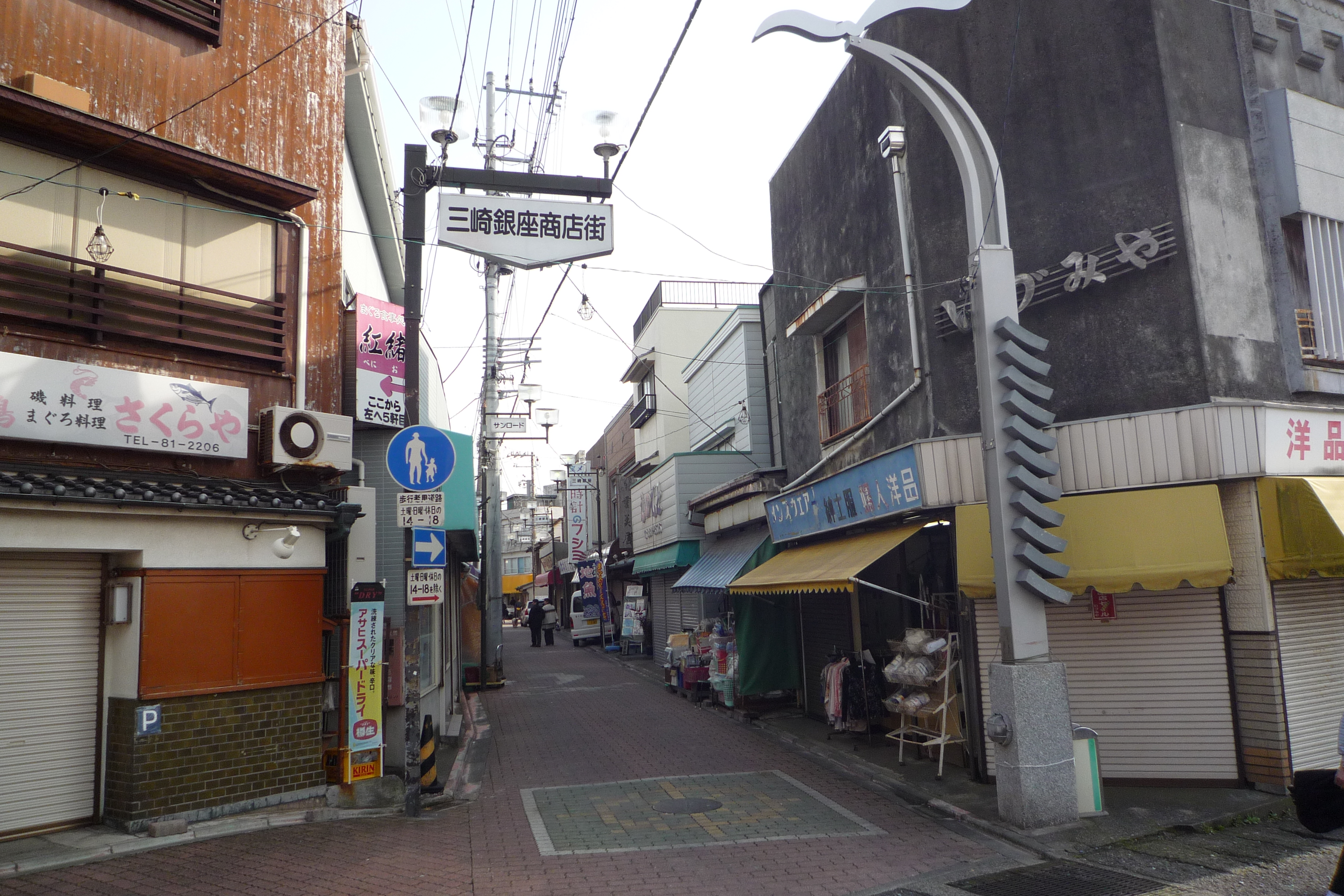
三崎下町商店街

- CAPESショッピングセンター　以下テナント店舗
  - いなげや　三浦三崎店
  - ハックドラッグ　三崎店
  - ダイソー　三浦ケープSC店
  - パシオス　三浦店
- ベイシア　三浦店(フードセンター)　(2019年5月24日　グランドオープン)[7]

主な書店・CD、DVDショップ
- TSUTAYA 三崎店 (2018年2月28日をもって閉店)[5]
- はまゆう書房
- 佐久間書店
- 三崎堂書店
- 泰山丸本店
- ブックアイランド三崎店

## 施設
- 神奈川県三崎警察署
- 横須賀市三浦消防署 - 2017年（平成29年）4月1日、横須賀市と三浦市の消防業務が一体化された[8][9]。三浦市は横須賀市に対してすべての消防事務（消防団及び消防水利の維持管理事務を除く）を事務委託し、消防組織を1消防局4消防署として、消防業務の広域化を行うものである。両市は2013年（平成25年）4月から指令業務の共同運用を開始したが、それぞれの市域で発生した災害に対応できるのは当該市域の消防組織によることが原則となっていた。そこで両市ではさらなる消防体制の強化と消防部隊の効率的な運用を図るため、委託方式による広域化の協議を開始し合意に至った。また、2015年（平成27年）11月12日、神奈川県は「消防広域化重点地域」として横須賀市と三浦市を指定した[10]。これは、「市町村の消防の広域化に関する基本指針」（平成18年消防庁告示第33号）に基づく枠組みで、国や都道府県における措置を他の市町村よりも先行して集中的に実施することにより、自主的な市町村の消防の広域化を着実に推進するものである。なお、協議会方式により消防指令事務の共同運用を行っている市町村が消防広域化に移行するのは、全国初の取り組みである。
- 国土地理院油壷験潮場

## 交通

### 鉄道

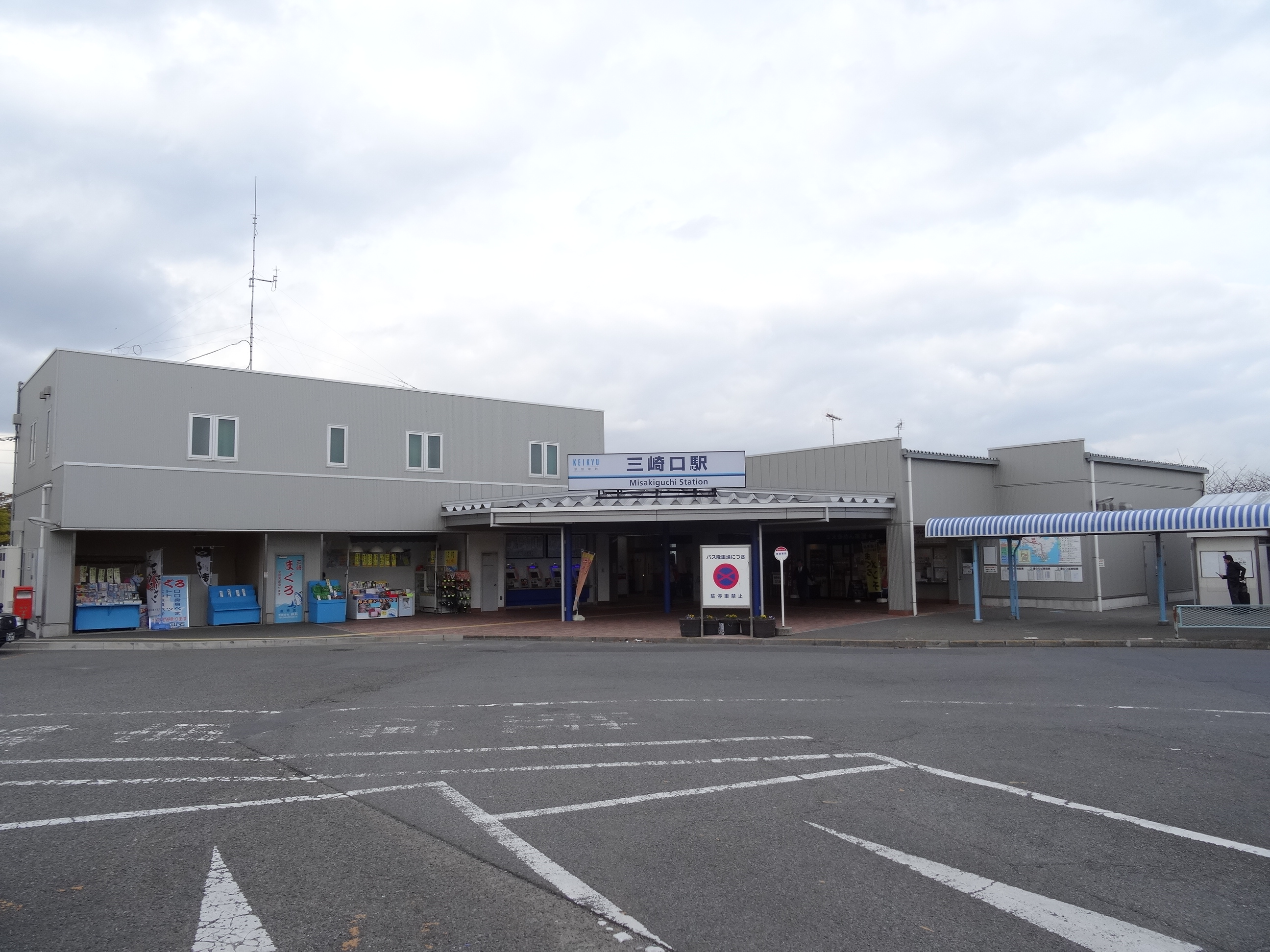
三崎口駅

京急久里浜線が市域の北西部を通過しており、中心部には乗り入れていない。三崎口駅から三崎駅（仮）まで延伸する計画が存在したが、三崎駅までの延伸は1970年に取り下げ、2016年3月16日に油壷駅までの延伸計画は凍結され白紙となった。三崎口駅から中心市街地の三崎漁港周辺へのアクセスは京浜急行バスが担っている。
京浜急行電鉄 (京急)
 久里浜線
- - 三浦海岸駅 - 三崎口駅

京急では観光用の企画乗車券として「みさきまぐろきっぷ」を取り扱っている。これを利用して特に2月後半の河津桜の季節には多くの日帰り客が訪れる。

### バス
- 京浜急行バス
  - 三崎営業所

### 道路

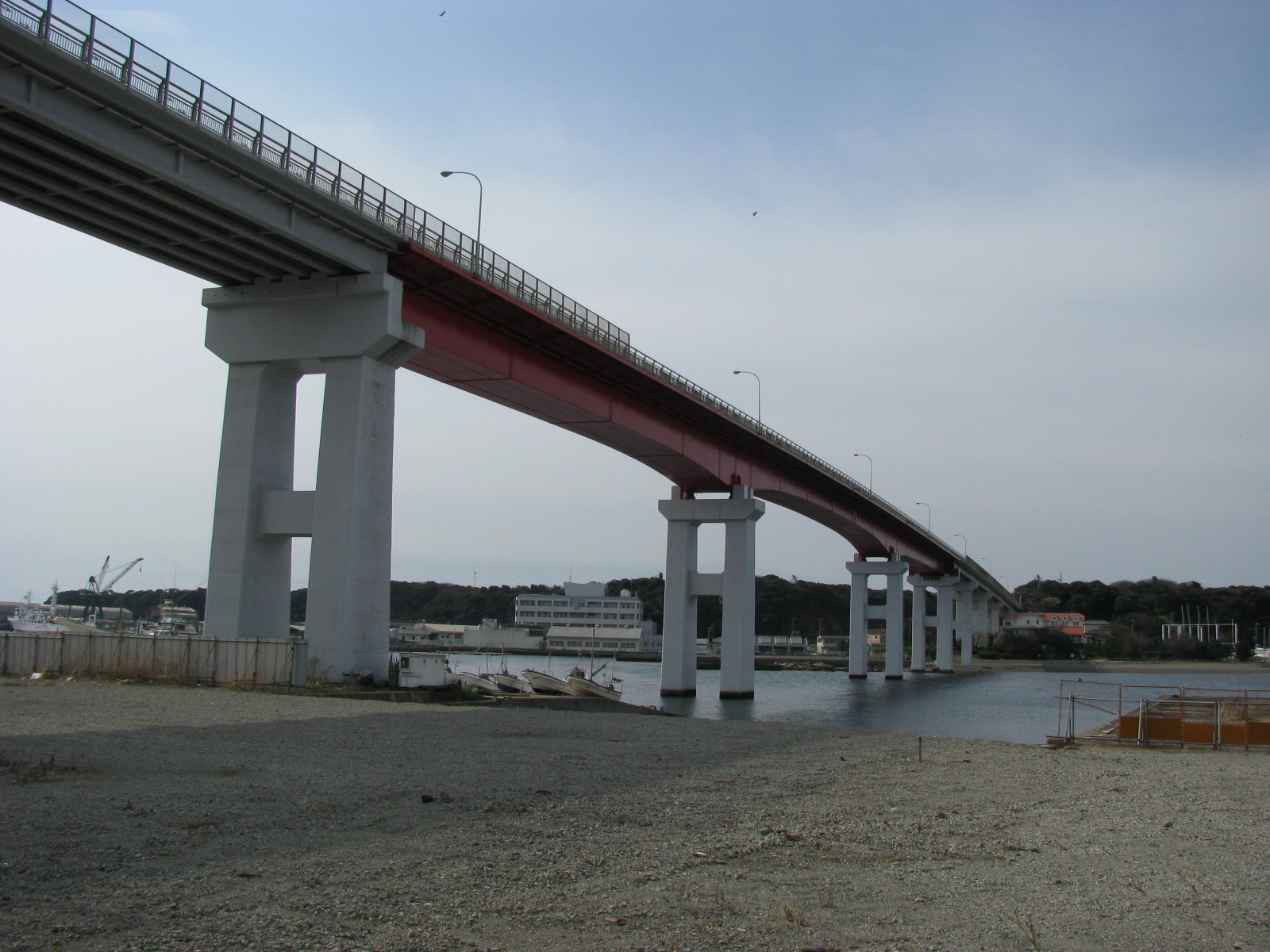
城ヶ島大橋

- 有料道路
  - 城ヶ島大橋
- 一般国道
  - 国道134号
- 都道府県道
  - 神奈川県道26号横須賀三崎線
  - 神奈川県道215号上宮田金田三崎港線
  - 神奈川県道216号油壷線

## 名所・旧跡・観光スポット

### 名所・史跡・遺跡

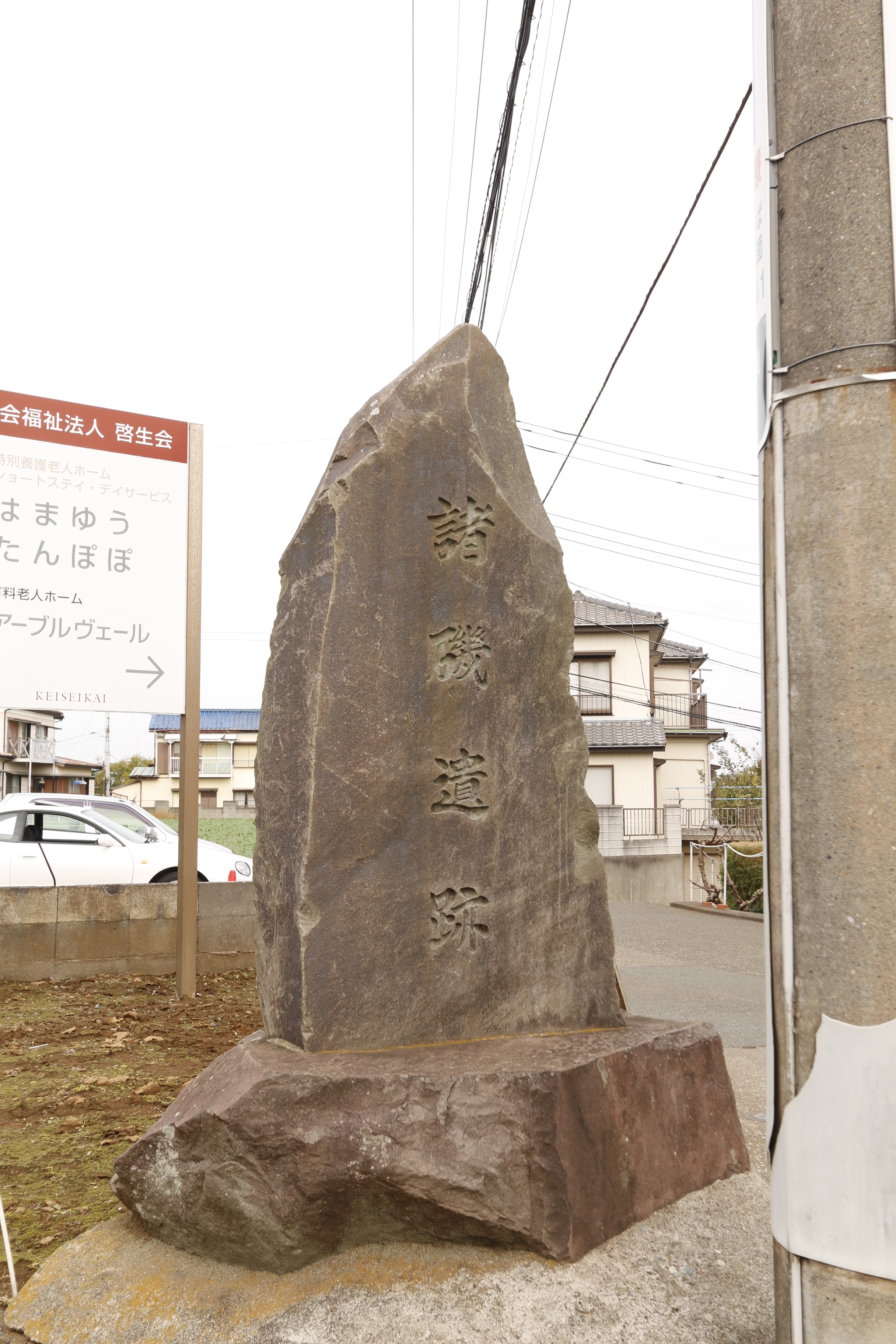
諸磯貝塚碑

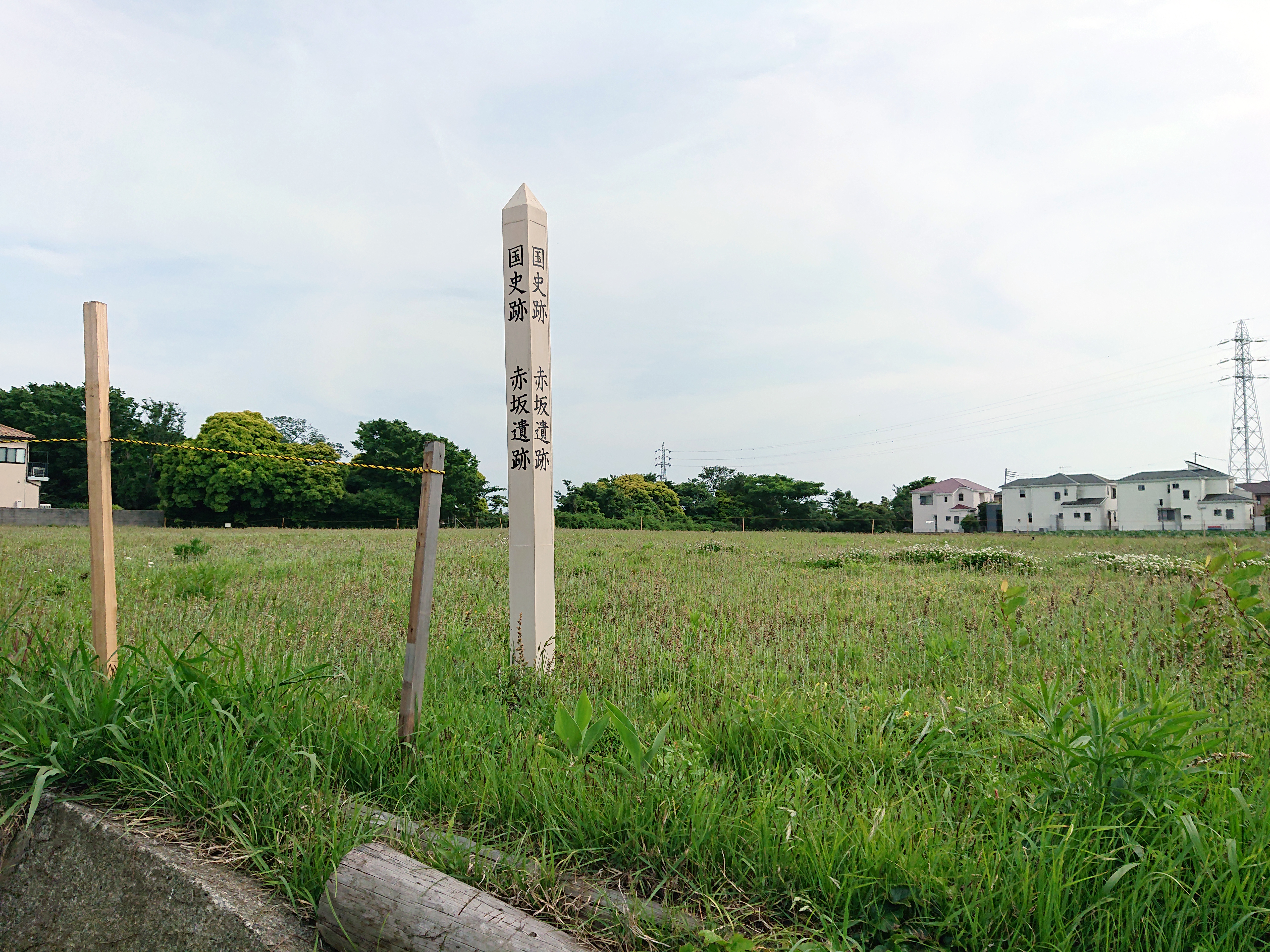
赤坂遺跡

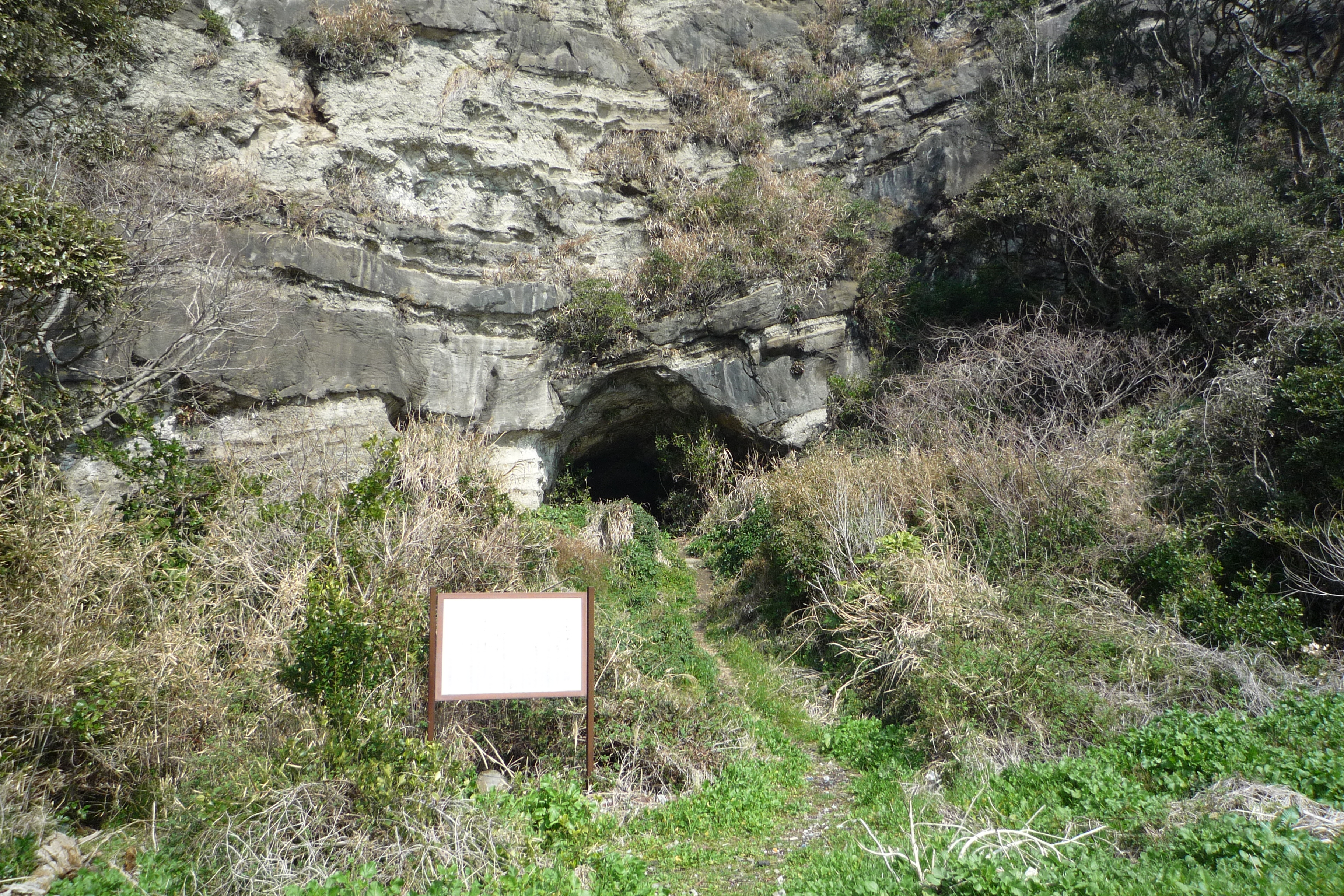
毘沙門洞窟弥生時代住居阯群

- 赤坂遺跡（国の史跡）
- 毘沙門洞窟弥生時代住居阯群（県の史跡）
- 諸磯貝塚（市の史跡）
- 北原白秋の詩碑・歌碑
  - 「城ヶ島の雨」詩碑
  - 「見桃寺」歌碑
- 城ヶ島大橋
- 城ヶ島灯台
- 安房埼灯台
- 剱埼灯台
- 海南神社
- 和田義盛旧里碑
- 神明白旗神社
- 朝盛塚
- 新井城址
- 三浦荒次郎義意の墓
- 三浦道寸義同の墓
- 三浦義村の墓
- 三崎城址
- 和田城址
- 見桃寺（桃の御所）
- 本瑞寺（桜の御所）
- 大椿寺（椿の御所）
- 三浦海岸の河津桜並木　小松ヶ池

### 天然記念物

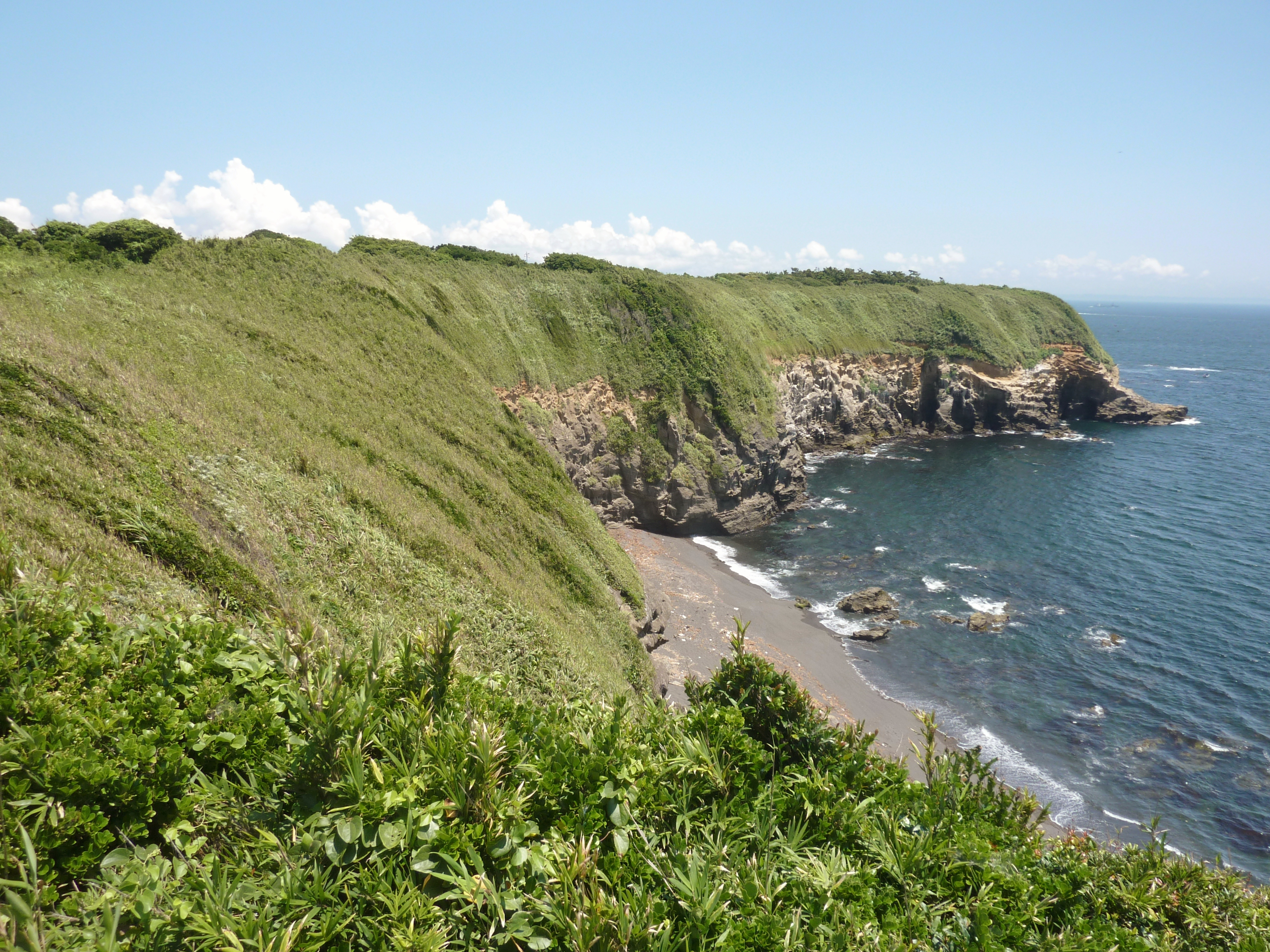
ウミウ等生息地

- 城ヶ島のウミウ、ヒメウ及びクロサギの生息地（県指定天然記念物）
- 海南神社の御神木（三浦市指定天然記念物）
- 諸磯の隆起海岸（国の天然記念物）
- 二町谷の漣痕（神奈川県指定天然記念物）
- 海外町のスランプ構造（県指定天然記念物）

### レジャー
- 城ヶ島
  - BeachsideBBQ城ヶ島白秋碑苑
  - 県立城ヶ島公園
- 海南神社
- うらりマルシェ
- 水中観光船「にじいろさかな号」
- チャッキラコ三崎昭和館
- 京急オープントップバス
- 京急油壺温泉キャンプパーク
- ホーストレッキングファーム三浦海岸
- 三浦マホロバ温泉
- 小網代の森
- 関東ふれあいの道（首都圏自然歩道）
  - 三浦・岩礁のみち（神奈川県1番コース）
  - 油壺・入江のみち（神奈川県2番コース）

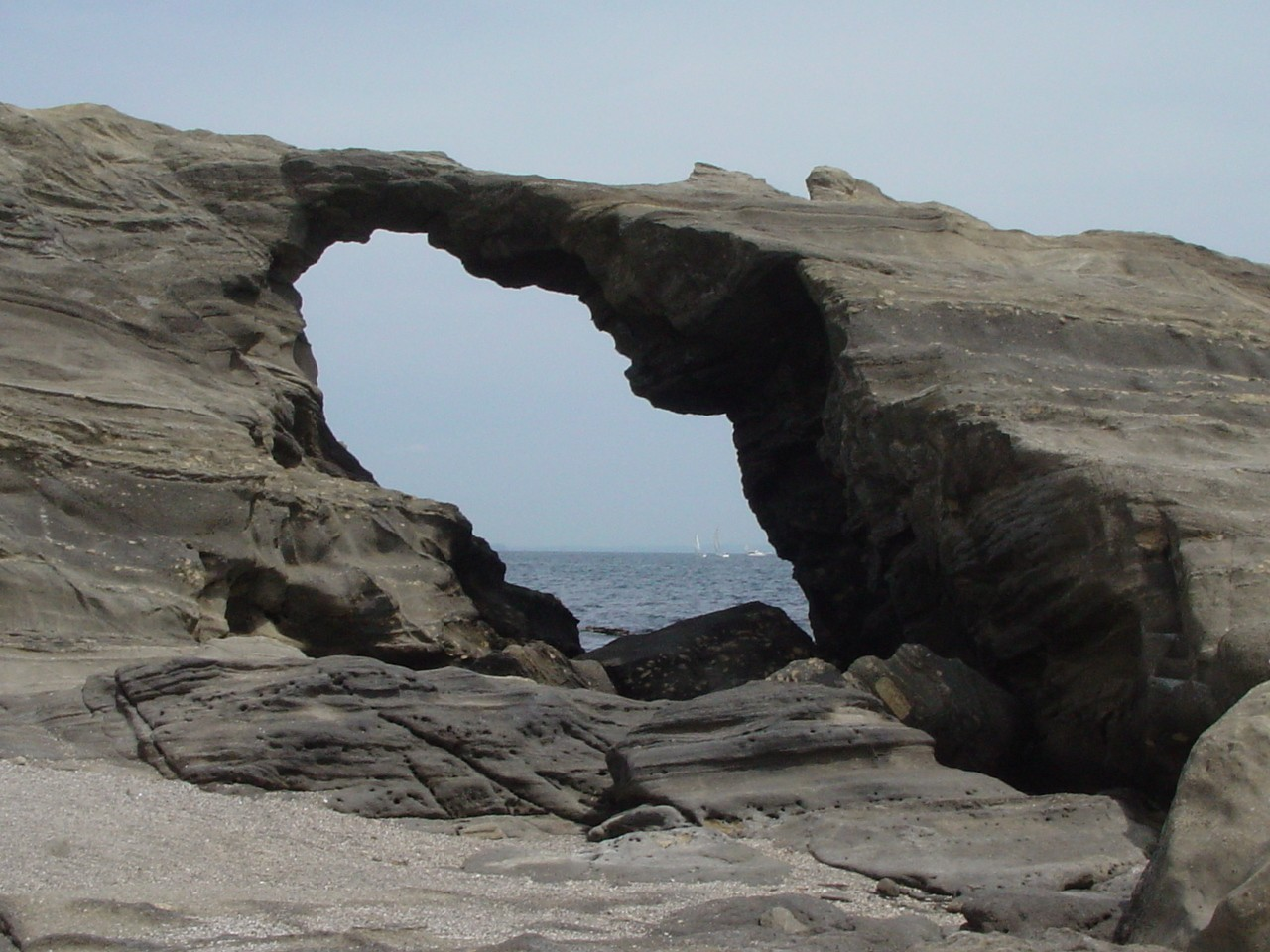
城ヶ島 馬ノ背洞門

  - 荒崎・潮騒のみち（神奈川県3番コース）※横須賀市を含む

#### 海水浴場
- BeachsideBBQ城ヶ島白秋碑苑
- 三浦海岸海水浴場
- 和田長浜海水浴場
- 三戸海水浴場
- 横堀海水浴場
- 胴網海水浴場
- 荒井浜海水浴場
- 大浦海水浴場
- 金田海岸海水浴場

### 美術館・博物館
- 白秋記念館
- チャッキラコ三崎昭和館
- 赤坂弥生学習室

### 祭事・催事
- 初日の出（1月）
- 三浦七福神めぐり（1月）
- 城ヶ島水仙まつり（1〜2月）
- 三浦海岸桜祭り（2〜3月）

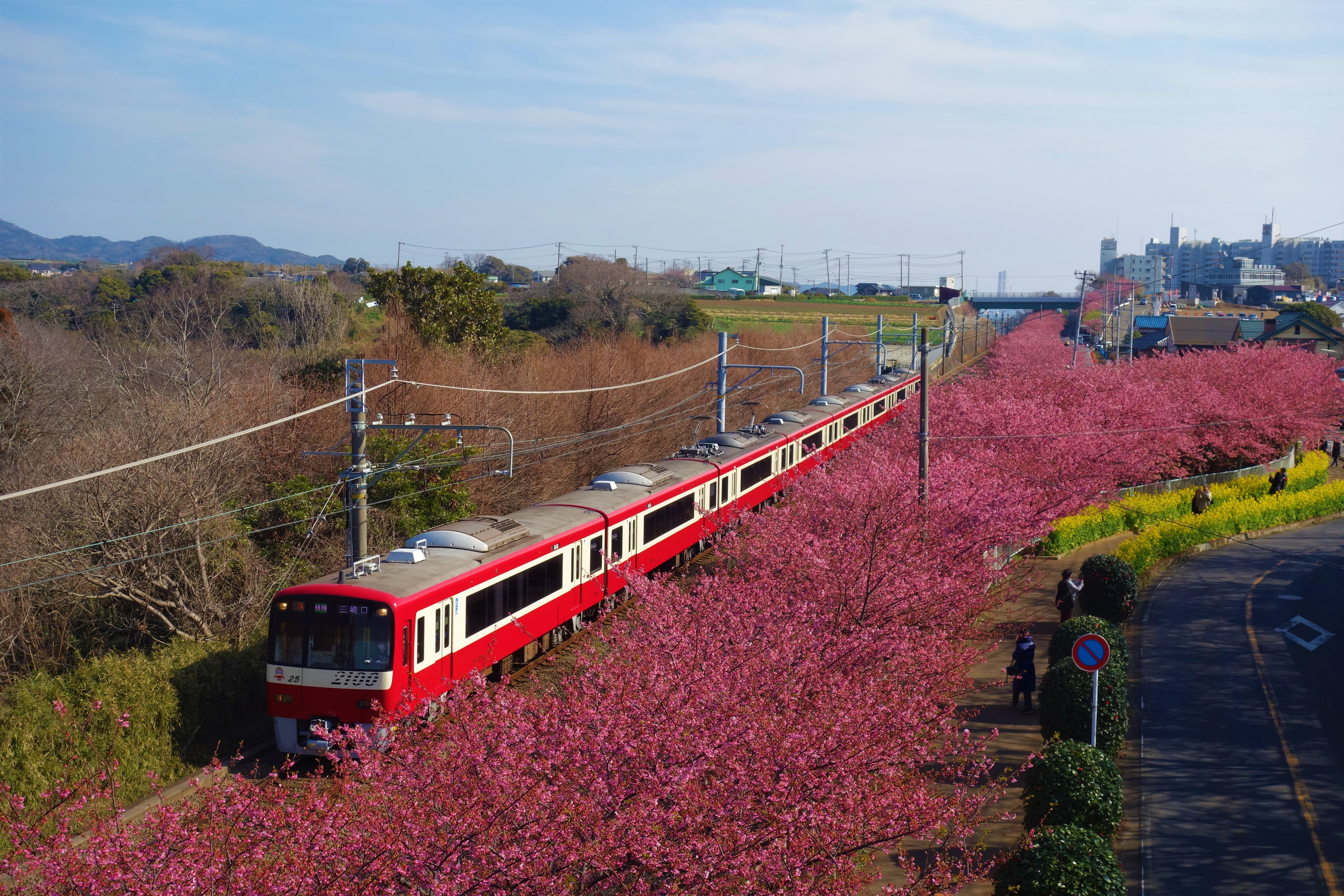
三浦海岸桜まつりと京急久里浜線

- 三浦国際市民マラソン（3月）（ホノルルマラソンの姉妹レース。10kmレース完走者から1名、ハーフマラソン完走者から2名抽選でホノルルマラソンへ派遣される。）
- 食の神フェスティバル（4月）
- 道寸祭り 笠懸（5月）
- クサフグの産卵（5〜7月）
- 海南神社八雲祭（6月）
- みさき白秋まつり（7月）
- 海南神社 夏の例大祭（7月）
- 三浦海岸納涼まつり花火大会（8月）
- みうら夜市（8月）
- 三崎・城ヶ島花火大会（8月）
- 城ヶ島すすき祭り（9月）
- 三崎港町まつり（10月）
- ウミウ・ヒメウの飛来（11〜3月）
- 白秋展（11月）
- 酉の市（11月）
- 三浦三崎マグロ争奪将棋大会（12月）
- 年末三崎まぐろ祭ビッグセール（12月下旬）
- 三浦海岸どっとこいセール（12月下旬）

### 伝統芸能
- チャッキラコ（1月） 1976年5月4日に重要無形民俗文化財に指定、2009年9月30日にユネスコ世界無形文化遺産に登録。
- おんべ焼き（1月）
- いなりっこ（2月）
- 海南神社 夏の例大祭 行道（お練り）獅子（7月）
- 三戸のお精霊流し（8月） 1978年6月23日に神奈川県無形民俗文化財に指定。
- 菊名のあめや屋踊り（10月） 1976年10月19日に神奈川県無形民俗文化財に指定。
- 海南神社 面神楽（11月）

## 三浦市を描いた作品

### フィルムコミッション
現在、東京近郊でこれらの古く情緒ある町並みが残っていることから、映画やドラマなどのロケがよく行われている。フィルムコミッション事業は、現在NPO法人みうら映画舎が行っている。
また、2004年4月に県立初声高校と共に県立三浦臨海高校に統廃合され、廃校になった神奈川県立三崎高等学校廃校舎・跡地（2007年に三浦市が取得）は学校を題材としたCM・ドラマ・映画のロケ地として人気があった。
現在は、三浦市の施策として市民交流拠点として整備することとなり、ベイシアが、自社店舗とともに整備することになり、
現在、営業中である。

### 文芸
- 城ヶ島の雨（1913年、北原白秋） - 北原白秋が城ヶ島居住時代に執筆した詩。後に奥田良三や藤山一郎など著名な歌手が相次いでこの詩を歌っている。また映画化もされている。詳しくは城ヶ島を描いた作品を参照。
- 城ヶ島の春（1935年、牧野信一）
- 松本たかしの俳句（1935年） - 島内に詩碑が所在する。
- 「三浦半島記」街道をゆく（1998年、司馬遼太郎）
- ぼくはうみがみたくなりました（2002年、山下久仁明） - 自閉症の青年と看護学生の交流を描いた青春小説。本作の目的地が城ヶ島。2009年映画化。

### 映画
- 城ヶ島の雨（1950年、大映）
- 城ヶ島の雨（1959年、大映）
- 亀は意外と速く泳ぐ（2005年、ウィルコ）

### ドラマ
- 月曜ドラマスペシャル - 「三浦海岸魚河岸物語」 TBS（1991年）
- おとなの夏休み - 日本テレビ（2005年）
- 泣くな、はらちゃん - 日本テレビ （2013年）
- 君と世界が終わる日に - 日本テレビ × Hulu共同制作（2021年）

### 漫画
- ヨコハマ買い出し紀行（1994年〜2006年、芦奈野ひとし） - 主人公が居住する「カフェ・アルファ」が市内西部の岬に所在するという設定。ほかに小網代の森、城ヶ島、岩堂山、三浦海岸など市内各所が描かれている。
- カブのイサキ（2007年〜2013年、芦奈野ひとし）
- 女神のカフェテラス（2021年〜、瀬尾公治）

### アニメ
- ヨコハマ買い出し紀行原作漫画をアニメ化。
- ラーゼフォン（2002年、フジテレビ系列） - TOKYO JUPITER外縁の街として第3話にて登場。
- らき☆すた（2007年、独立UHF局） - 第6話の「夏の定番」で三浦海岸が登場する。また第13話 - 第15話と第17話の実写EDは城ヶ島で撮影されたもの。
- 鉄のラインバレル（2008年〜2009年、CBC、TBS） - 原作漫画とは設定が異なり、アニメ版では三浦市が舞台である。
- 宇宙戦艦ヤマト2199（2013年、MBS、TBS系列） - 第14話にわずかだが登場。古代守、進兄弟の出身地とされる。

### ゲーム
- トロと休日（2001年、ソニー・コンピュータエンタテインメント） - 三崎の下町が主な舞台である。
- Train Simulator Real THE 京浜急行 （2002年、音楽館）
- 俺の彼女はヒトでなし （2010年、ホエール） - スタッフ公式サイトで、本作の舞台は三浦市であると明言されている[14]。

## 著名な出身者
- 志村茂治（政治家）
- 有坂美裕（シンガーソングライター）
- 山本絵美（女子サッカー選手・なでしこジャパン）
- 三浦洸一（歌手）
- 天野純（サッカー選手）[15]
- 鈴木孝司（サッカー選手）
- 川村エミコ（お笑い芸人、たんぽぽ）
- 島山ノブヨシ（お笑い芸人、乙）
- 香椎かてぃ（アイドル、ZOC）